# Blue in Green
Blue in Green is een nummer van Miles Davis. Het is afkomstig van zijn album Kind of Blue. Het is vanaf het begin onduidelijk geweest, wie de componist is geweest. Het album vermeldde alleen Davis als componist en dat hield deze trompettist tot zijn dood zo. Echter, het album Portrait in Jazz van Bill Evans, later uitgebracht in 1959, vermeldde zowel Davis als Evans als componist. Anderen beweren dat Evans de enige componist van het werk was, dit naar aanleiding van een interview dat Evans in 1978 heeft gegevens, waarin hij dat beweerde. Zijn mening werd onderbouwd met de gelijkenis van Blue in Green met het nummer Alone together, dat Evans in 1958 speelde met Chet Baker: de eerste vier maten zijn hetzelfde.
De compositie is bekend geraakt, doordat het een modulatie laat horen tussen diverse kerktoonsoorten. Het stuk laat dorische, frygische en lydische toonopbouw horen.
Het nummer groeide uit tot een modern jazzstandard, John McLaughlin, Gary Burton, Charlie Haden en J. J. Johnson namen het op. Al Jarreau en Cassandra Wilson maakten een eigen versie als lied. In 2005 nam gitarist Lee Ritenour het op.